# Rio de Santa Maria Zobenigo
Le rio di (ou de) Santa Maria Zobenigo (canal de Sainte-Marie-du-Lys) est un canal de Venise dans le sestiere de San Marco.

## Toponymie
Le nom provient de l'église Santa Maria del Giglio.

## Description
Le rio di Santa Maria Zobenigo a une longueur de 201 mètres. Il raccorde le rio de le Veste depuis le ponte Storto dei Callegheri en sens sud jusqu'au Grand Canal. Ce pont était dit ponte dei Callegheri (de callegher, mot vénitien pour calzolaio, cordonnier) au XVIIIe siècle, lorsqu'un palais proche leur fut loué. En 1773, on comptait 340 de telles boutiques employant 1162 personnes à Venise.

À mi-chemin, à hauteur de l'Église Santa Maria del Giglio sur son flanc est, le rio passe le ponte de la Feltrina, reliant celle-ci au campiello de la Feltrina. Vers 1740, la ville de Feltre exploita ici la casa Feltrina.

Le rio passe ensuite sous le ponte Duodo, qui relie l'église au Fondamenta Duodo et au palais Malipiero. 

Il longe ensuite sur son flanc ouest l'arrière du palais Duodo Balbi Valier avant de rejoindre le Grand Canal entre les palais Barbarigo et Marin Contarini près de l'appontement Giglio.

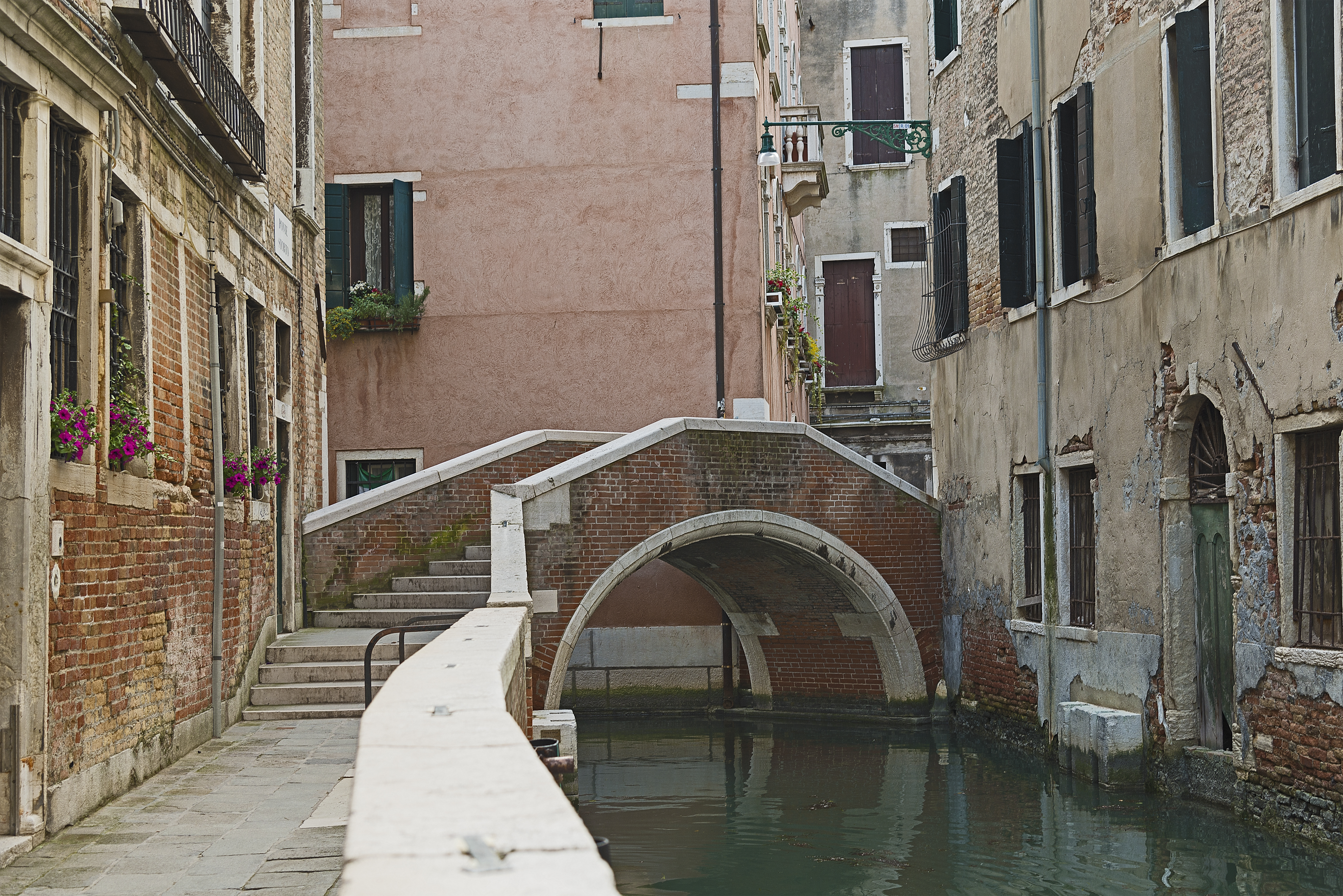
Ponte Storto ou dei Callegheri
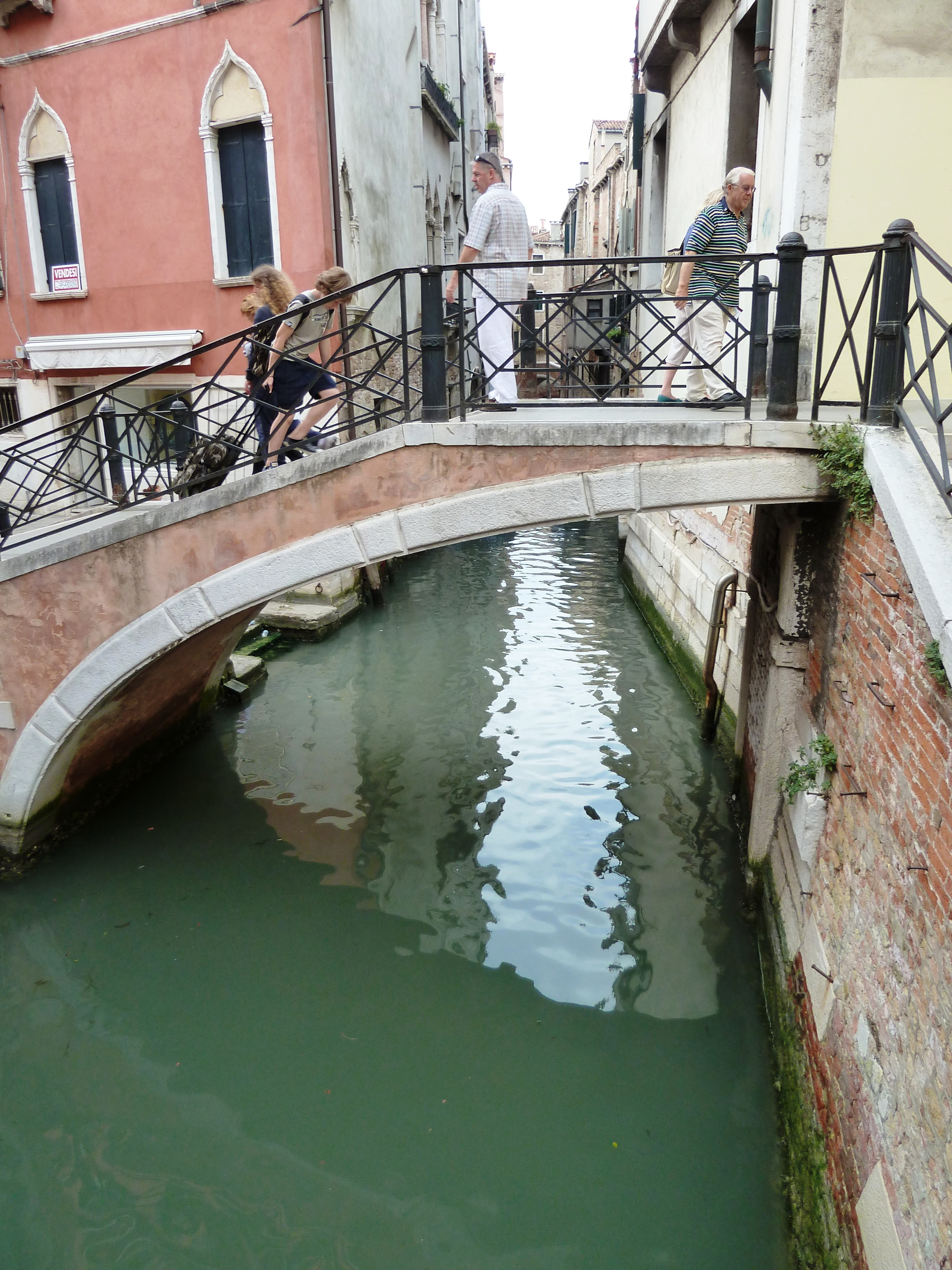
Ponte de la Feltrina
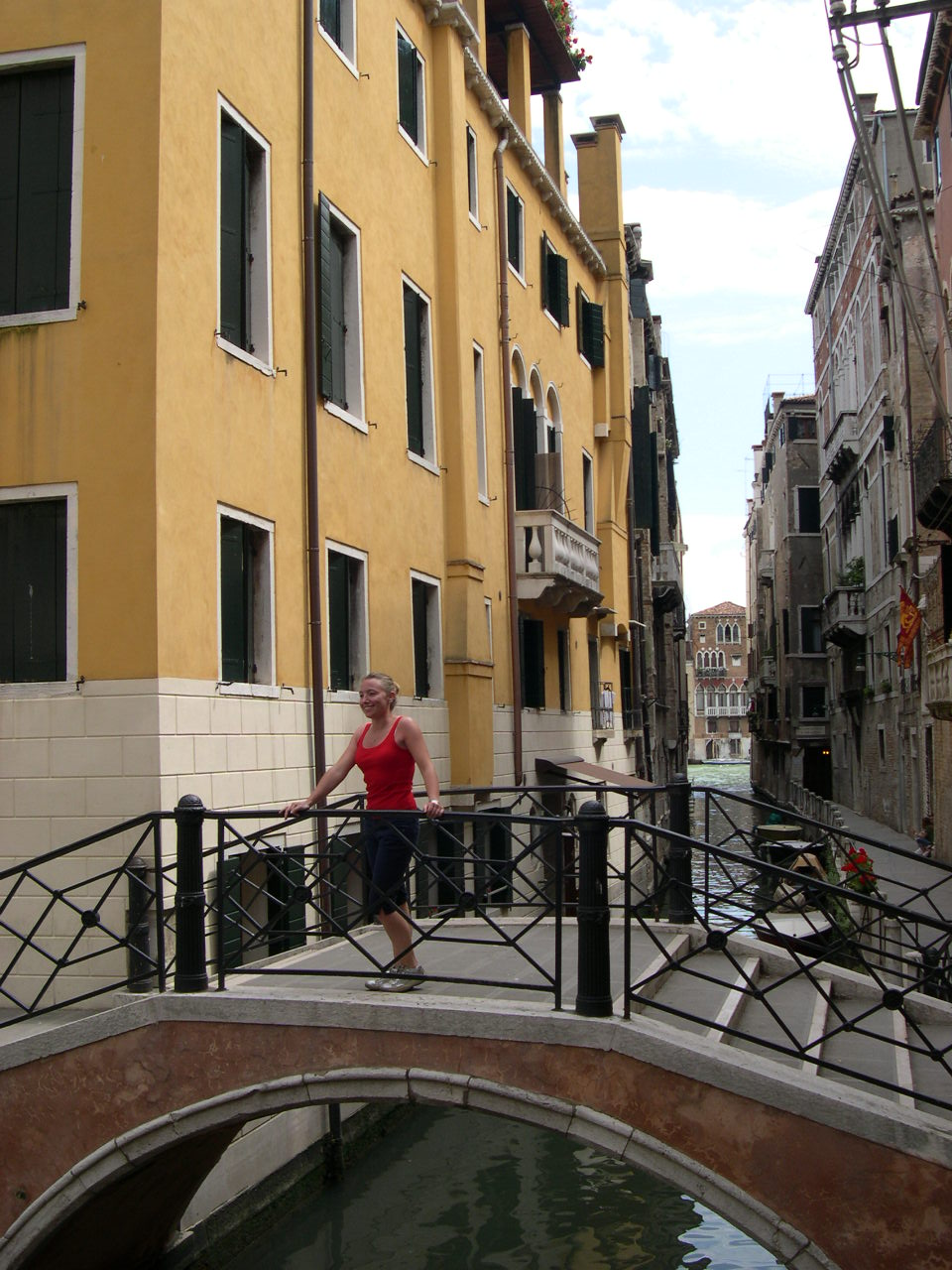
Ponte Duodo ou Barbarigo
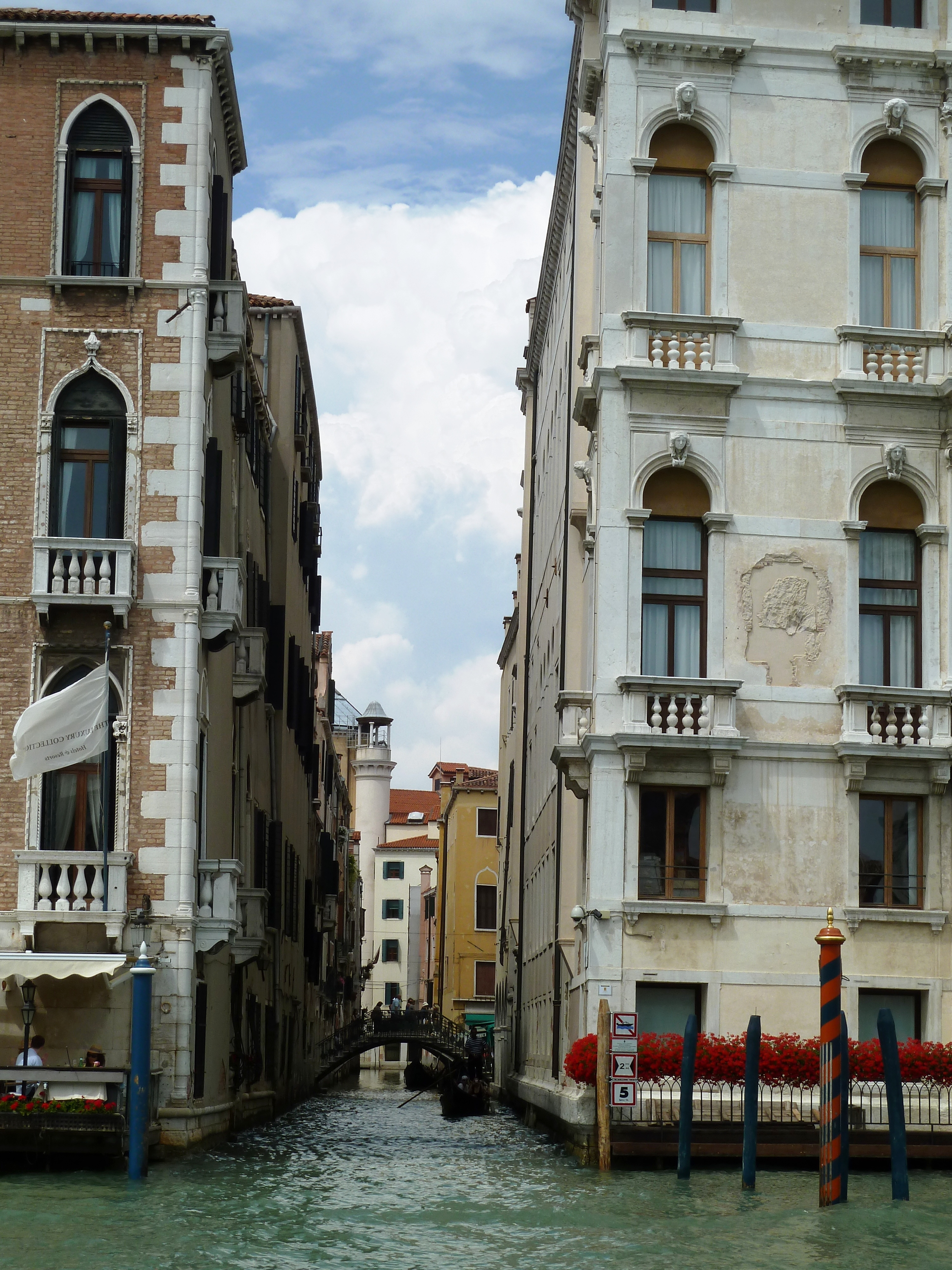
Embouchure dans le Grand Canal